# Pericles, príncipe de Tiro

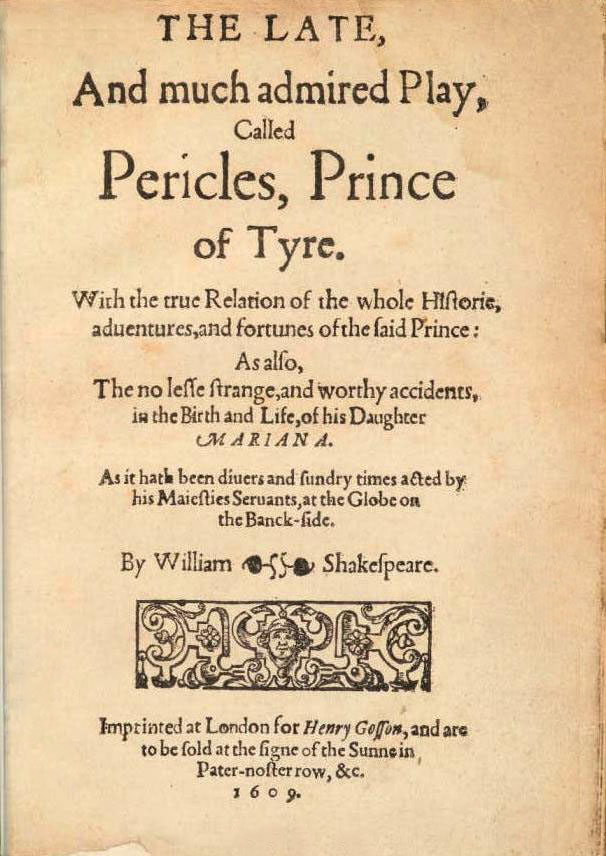
Portada de la edición de 1609.

Péricles, príncipe de Tiro (inglés: Pericles, Prince of Tyre) es una obra de teatro escrita (al menos en parte) por William Shakespeare e incluida en ediciones modernas de sus trabajos, a pesar de algunas dudas en relación con su autoría, ya que no aparece en el First Folio. Los editores modernos, en general, sostienen  que Shakespeare es el principal responsable de parte de la obra, a partir de la escena 9 que sigue la historia de Pericles y Marina, y que los dos primeros actos, que detallan los numerosos viajes de Pericles, fueron escritos por un mediocre colaborador, posiblemente George Wilkins. Está considerada una de las cuatro obras del grupo de los llamados romances tardíos, junto a Cimbelino (1610), Cuento de invierno (1610-1611), y La tempestad (1612).